# Cheb Hasni
Cheb Hasni (en arabe : الشاب حسني), de son vrai nom Hasni Chakroun  (en arabe : شقرون حسني), est un chanteur de raï algérien, également surnommé  le Rossignol du Raï, né le 1er février 1968 à Oran, en Algérie, et mort assassiné le 29 septembre 1994 dans la même ville. Il est considéré comme le roi du raï sentimental.

## Biographie

### Jeunesse
Hasni Chakroun , son nom à l'état civil, est né le 1er février 1968 à Gambetta, faubourg populaire d'Oran, fils d'un soudeur père de sept enfants. Jeune, il poussait de la voix dès qu'il sortait de l'école.
Il était également un joueur de foot, dont il a commencé à l'âge de 9 ans avec l'ASMO. À 15 ans, il s'est blessé et est resté à l'hôpital plusieurs semaines. De retour sur les terrains, son poids avait augmenté, et malgré les encouragements des entraineurs il n'a pas pu continuer son parcours sportif.
Hasni aurait chanté pour la première fois pendant le mariage du frère du leader du club. Dans la foulée, l’un des invités du mariage lui propose de se produire dans les cabarets d'Oran.

### Ascension
En 1986, Hasni Chakroun enregistre sa première cassette avec la maison d'édition Saint-Crépain. En 1987, il interprète des chansons en duo avec la chanteuse de raï Chaba Zahouania.
Les paroliers de Hasni étaient Aziz Kourbali, Laàredj (frère de Hasni), Hasni (lui-même), Khaled Bendouda (1er parolier de Hasni), Mohamed Nouna, Mekki Nouna, Ahmed Hamadi, Kader Jidar (Kader Sonacome), Houari Damache, Bousekrine Baby, etc. Les Musiciens étaient Ali Bouabdellah, Noureddine Tiger, Hocine Cheriet, Mustapha Asker (Zitouna), Hocine Nahal, Kouider Berkane , Mohamed Meghni, etc.
En 1990, il a enregistré 10 clips avec une société française : Dawrou El'auto V3 – Katba V1 – Bayda mon amour V1 – Hetta nssit'ha w rahet men bali - Ma nssit'ha ma rahet men bali - Mazel souvenir aandi - Tebaatek sahti rchet V1 - C'est fini Alik Ya Mehanti V1 - Hada Mektoubi - Dayek Dayek. En 1993, il a fait des clips pour cinq chansons de l'album Aaynik Ya Aaynik. Les clips qui furent produits par l'ENTV sont : Fèrketi El-Echra, Dawini b dwèek, Mazal galbi m elkiyya ma bra, Guaa ennssa.
En 1992, il signe un contrat avec le manager Nourredine Gafaïti (Manager de Chaba Zahouania, Cheb Sahraoui et Chaba Fadela) et part en tournées dans le monde entier avec les autres vedettes.

### Vie privée
Il s'est marié en 1987, à l'âge de 19 ans, et a eu un seul enfant qui se prénomme Abdellah, né en 1989. Sa femme « Melouka » de son vrai nom Zahzouh Malika, a été durant des années l'inspiration principale de ses plus grands titres comme Tal Ghyabek ya ghzali ou encore El Bayda mon amour.

### Assassinat
Le 29 septembre 1994, dans un contexte de guerre civile, Hasni est assassiné par balle dans son quartier d'Oran (Gambetta) à l'âge de 26 ans, l'organisation terroriste Groupe islamique armé revendique l'assassinat, la nouvelle embrase tout le pays et une foule immense se regroupe dans son quartier. L'année suivante, le 15 février 1995, ce sera au tour du producteur de Raï Rachid Baba Ahmed d'être assassiné dans le même contexte.

## Style musical et postérité

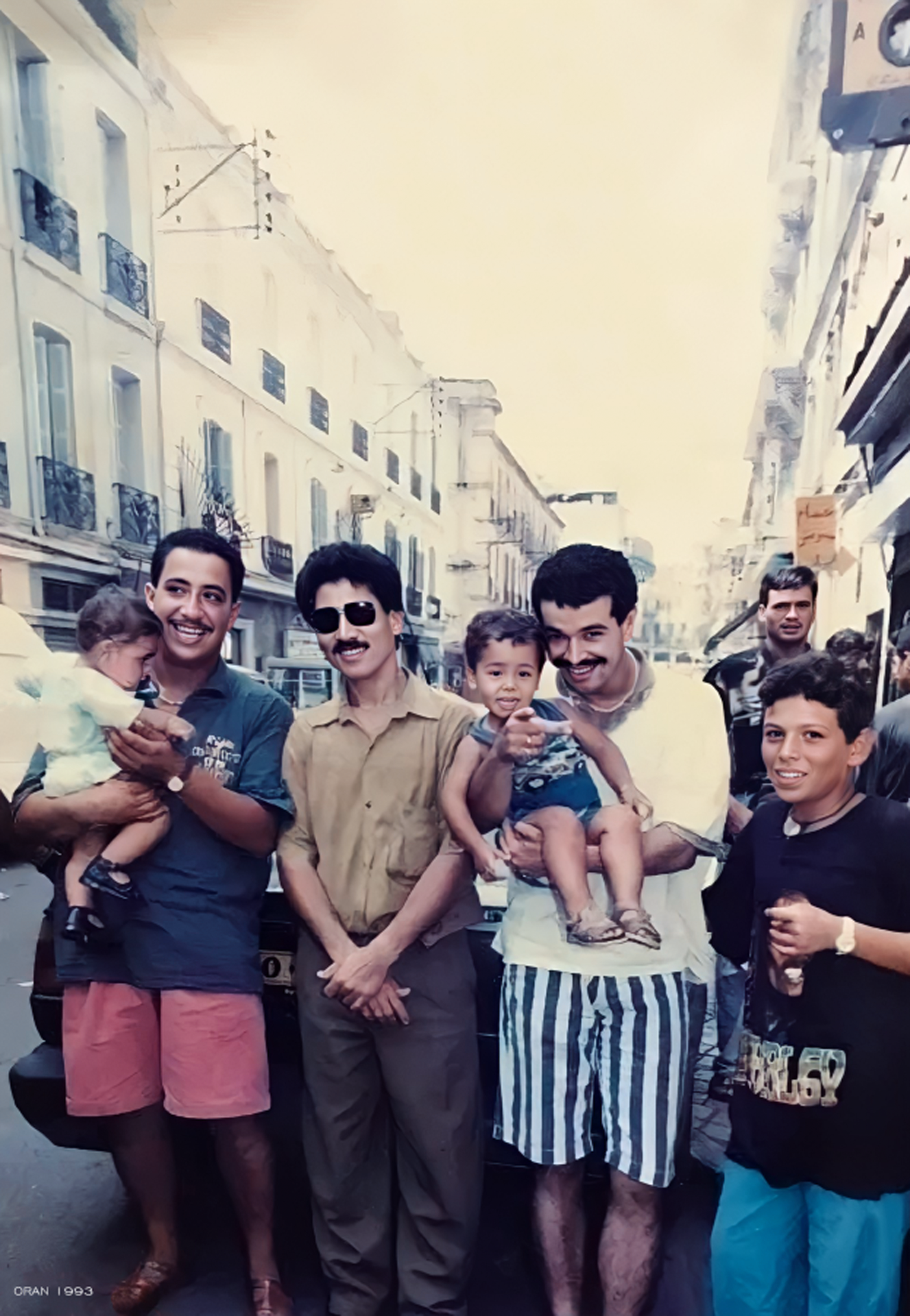
Cheb hasni et Cheb Nasro à Oran (Wahren) Algérie 1993

Chanteur adulé par la jeunesse en Algérie, cheb Hasni aime chanter l'amour sentimental, alors que les stars de son époque chantent les divorces et les adultères. Il devient le plus prolifique et le plus gros vendeur de cassettes du pays. Il était devenu le plus célèbre chanteur de raï au Maghreb et au sein de son immigration, remplaçant cheb Khaled, qui était perçu « trop international », et peu novateur dans ses chants, se contentant souvent de reprendre des paroles déjà connues.
Il est issu de la deuxième génération du raï, apparue après 1985, année du premier festival de raï en Algérie, et dont cheb Hasni et son émule Cheb Nasro étaient les premiers représentants. Leur musique est étiquetée de « raï sentimental » ou « raï love » par rapport au raï jugé « vulgaire » et dur de leurs prédécesseurs. Ce genre est largement popularisé à travers les mariages, ainsi le bar et le cabaret ne sont plus des espaces essentiels de la diffusion du genre. Par conséquent, les thèmes plus érotiques vont être souvent remplacés par les chansons dites sentimentales.
Considéré comme roi du « raï love » ou de la chanson sentimentale, cheb Hasni avait enregistré plus de 150 cassettes durant sa carrière, à raison d'au moins six chansons par bande audio. Il a développé à l'extrême la veine amoureuse et, souvent, celle qui exalte un amour doux, moins conflictuel, dont les paroles étaient le reflet d'expériences personnelles.
Sa mémoire reste très vivace chez la jeunesse algérienne, des deux rives de la Méditerranée. Il laisse derrière lui l'image d'un homme martyr et reste l'idole de toute une génération ,. Il est décoré de la médaille du Mérite national au rang d' Achir.
Le début de la chanson (gaa nnsa « Toutes les femmes ») :
« gaa nnsa elli fug 'ard rrebbi 
ma yğunich fe lli bgha galbi 

aandi wāhed elgalb dāri ghir rebbi 

hadrūha fiyya we ma εla balhach fel εarab »
« Aucune femme au monde 
Ne peut égaler celle que mon cœur a choisie 

Et Dieu sait quel cœur j'ai! 

On lui dit du mal de moi mais elle ne fait pas cas des gens »

## Discographie

### Albums et singles
- Barraka (feat Zehwania)
- Ila Ajbek Ezzine
- Issèlou aalik è oomri
- S'hab elbaroud
- Hè bouya, llila mè tefrèchi
- Nbellaa bèbi
- Ma dannitch netfèrkou
- Ssadda nass ellil
- Aadyèni bezzèf (Feat Noria)
- C'est fini aalik yè mehhenti
- Moul el cabaret (Feat Abd Elhakk)
- Netrajja f elhèbib
- Sid elkadi
- Bayda mon amour v1
- Moulèt essag ddrif
- Enroh maak laaziza
- Chchira lli nebriha dima ybènli khyèl'ha
- Adieu l'amour
- "Tèlbouni hetta f echchira"
- Saadek tzouwwejti
- Aalèch rani maadeb
- Chkoune irabbili weldi
- Èna barkèni, ènas kilouni
- Love me say
- Rah Ben Bella l essaddam (Single)
- J'ai mal au cœur
- Lmossiba kharja m e lycée
- Chlèrmek deggouni (Feat Zohra)
- Elli zahreh mè yendamchi (Single)
- Tout l' monde est là
- Wellah mè kount dèyrek passager
- Mon Premier Amour
- Dis moi ha zzarga
- Ssaraha raha
- Hdartou fiya ou goultou mèt (3 titres de hasni et 3 titres de nasro)
- Elli dlamni wellah mani msèmheh
- Charaatni
- Nediha meryoula
- C'est pas la peine
- Rabta lhenna
- Ghir dommage
- Tlabti lfrèk
- Oran la france
- Ghir mè tebkich
- Aakkar
- C'est fini
- Tal ryèbek yè rzèli
- Choufi oomri cha sra
- Rani khellithè lek èmèna
- Mè nnejemch eniich d eliicha
- C est la logique yè bent ennès
- Hebbitek mè s'elt ennès
- Dèymen enwassik
- Ki nchouf'ha yerkebni lhbèl
- Guaa ennsa
- Hekmet aalia rrab elaali (feat Zèhia)
- Mani mani
- Tebki wella mè tebkich
- Enfin lkit elli tefhemni
- Brit èna nchoufek
- Rani Mourak
- Nti sbèb rbinti
- Guaa errjèl elli kèyen
- Aeadouya megh'yar
- Ddèteh émigré
- Khawwefni rjouaak
- Meddit aahdi, ça y'est c'est fini
- Saàdini (Feat Sorya Kinane, & Bouzid Abdelghani)
- Ma bkatch elhedda
- Aalèch yè aayniyya
- Rabbi ltof biya
- Iridoni bnèt ennès (Single)
- Aaayit ensaleh, aayit neddareb
- Srat biyya kassa
- Rani nèdem aalè liyyèm (décembre'94)
- Rani marra hna ou marra lhih (décembre'95)
- Mè zèl galbi m elkiyya ma bra (Single)
- Hiyya maaya ou techkor ghir fih
- Houwwsi fok el'ard yè mra
- Kount aaz'ha kter men oomri
- Mouti khir m hyèti
- Kbira la différence (Single)
- Aaliha rani nssèl

### Compilations
- 1997 : Lovers Rai 1
- 2000 : Salam Maghreb
- 2001 : Hasni
- 2002 : 8 Ans Déjà
- 2003 : Le Coffret d'Or
- 2005 : L' Album d'Or
- 2006 : Best Of
- 2017 : The Very Best of Cheb Hasni

## Décorations
- Achir de l'ordre du Mérite national d'Algérie.